# Космос-2428
Космос-2428 — российский военный спутник радиоэлектронной разведки типа «Целина-2». Запущен 29 июня 2007 года в 14:00 МСК с космодрома Байконур с помощью ракеты-носителя Зенит-2SLB. Успешно выведен на целевую орбиту. «Космос-2428» стал последним запущенным спутником системы «Целина-2», которая заменяется российскими спутниками «Лотос-С» аналогичного назначения.
Запуск «Космос-2428» стал первым для «Зенит-2SLB», модификации ракеты-носителя «Зенит-2» в составе космического ракетного комплекса «Зенит-М».